# كاسبر في مدرسة الرعب (مسلسل)
كاسبر في مدرسة الرعب (بالإنجليزية: Casper's Scare School)‏ عبارة عن مسلسل رسوم متحركة فرنسي أمريكي يستند إلى فيلم الرسوم المتحركة المُتحركة حاسوبياً الذي يحمل نفس الاسم والذي هو في الأصل مستند إلى كاسبر الشبح اللطيف. تم بث المسلسل على شبكة كرتون نتورك في عام 2009، وتم بث الموسم الثاني في عام 2012 بمسلسل افتتاحي جديد. تم دبلجة المسلسل إلى اللغة العربية وعرض على قناة سبيستون.

## القصة
كاسبر الشبح الأبيض يجب أن يكون قادرًا على التخرج من مدرسة الرعب قبل أن يتم نفيه إلى وادي الظل إلى الأبد. يذهب في العديد من المغامرات مع طلاب المدرسة.

## الأصوات العربية

### نسخةمركز الزهرة
- فاتن عيدو - كاسبر
- أنجي اليوسف
- رأفت بازو
- محمد خير أبو حسون
- رغدة الخطيب
- مجد ظاظا
- كامل نجمة
- خلدون قاروط
- نضال جوهر
و
- مروان فرحات
- يحيى الكفري
- أيمن السالك

### نسخة الدبلجة اللبنانية
- عبدو حكيم - كاسبر

## روابط خارجية
- كاسبر في مدرسة الرعب على موقع IMDb (الإنجليزية)
- كاسبر في مدرسة الرعب على موقع نتفليكس (الإنجليزية)
- كاسبر في مدرسة الرعب على موقع كينوبويسك (الروسية)
- كاسبر في مدرسة الرعب على موقع ألو سيني (الفرنسية)
- كاسبر في مدرسة الرعب على موقع قاعدة بيانات الفيلم (الإنجليزية)
- Casper's Scare School  في قاعدة بيانات الأفلام على الإنترنت (بالإنجليزية)
- https://web.archive.org/web/20120317202032/http://eastershow.com.au/entertainment/EBEAB55B62A0490B8C2C6CB3DD83360B.aspx